# Johannishof (Oberhaid)
Johannishof ist ein Gemeindeteil der Gemeinde Oberhaid im oberfränkischen Landkreis Bamberg in Bayern.

## Geografie
Die Einöde Johannishof liegt gut 1,5 Kilometer nordöstlich von Oberhaid auf einer Höhe von rund 280 Metern. Nachbarorte sind im Nordosten Kemmern, im Südosten Dörfleins, im Südwesten Oberhaid und im Nordwesten Sandhof.

## Geschichte
Der Hof wurde erstmals 1147 erwähnt, als dort eine kleine Wallfahrtskirche zu Ehren des heiligen Johannes des Täufers eingeweiht wurde. Ab 1321 war der Ort und ein Wald bei Oberhaid Eigentum des Bamberger Katharinenspitals. Etwa um 1400 wurde St. Johann als Pfarrei bezeichnet. Um das Jahr 1575 sank die Pfarrkirche auf den Status einer Kapelle herab. 
Im Jahr 1752 beauftragte das Katharinenspital den Abbruch der baufälligen Kapelle, die 1754 nach einem Entwurf von Johann Jakob Michael Küchel durch einen barock gestalteten Neubau etwas nördlich vom Johannishof ersetzt wurde. Nach der Säkularisation ging dieser in den Besitz des Bayerischen Staates über, der ihn 1859 für 250 Gulden nach Schweisdorf verkaufte. Die Kapelle St. Johann wurde ab 1861 abgebrochen und im Scheßlitzer Stadtteil Schweisdorf Stein für Stein wieder aufgebaut. Nach der Säkularisation wurde Johannishof ein staatliches Forsthaus. Im Jahr 1900 lebten in dem Ort acht Einwohner. Bis zum Jahr 1976 war das Forsthaus mit einem Forstwart besetzt. Danach wurde Johannishof Privatbesitz.